# 渿河
渿河，又称“奈河”，是泰安市内的一条河流，泰山主峰前主要泄洪河道，发源自泰山山脉的黄溪河，从大众桥附近的大石峡（石峡公园）起被称作渿河，沿山势南下，流经上河桥，泰山大桥，渿河桥（奈何桥），下河桥，南湖公园，出城后汇入泮河。全长11.8公里，流域面积34平方公里。
受到佛教、道教文化以及传统民俗的影响，这条普通的河流曾被附近百姓认作冥河。清代顾炎武在《山东考古录·辨渿河》中提到：“其水在蒿里山之左，有桥跨之，曰渿河桥，世传人死魂不得过，而曰渿河。”渿河上有三座桥梁，其中中间的桥梁为渿河桥，也称作奈河桥、奈何桥。桥下跨一方形池，池底与桥壁都是条石嵌砌而成的。以前怀有朴素民俗信仰的人会到桥前烧香化纸，施舍钱物，只求死后佛能护佑过渿河桥。
2014年，泰城引水入城工程完工，该工程利用胜利渠、东关蓄水泵站、黄前水库西干渠，把汶河水引入梳洗河与渿河上游，全年运行100天，每年可向梳洗河、渿河补水700万立方米，可有效解决泰城两条主要河流的冬季缺水问题。
相较于同样穿城而污染严重的梳洗河，渿河流域经常维护，比较干净，周围环境较好，市区河段常有附近居民在附近散步。
渿河沿岸的渿河东路岱宗大街至东岳大街段有一夜市，有时人们称其为泰山夜市。在人流量大的旺季，交管部门会配合夜市实行交通管制，在晚上19时-23时禁止机动车通行（驻地居民车辆除外）。同时交警与城管执法人员也会保证平时路面畅通，禁止商贩在规定时间外乱摆摊堵占机动车道。

## 图集

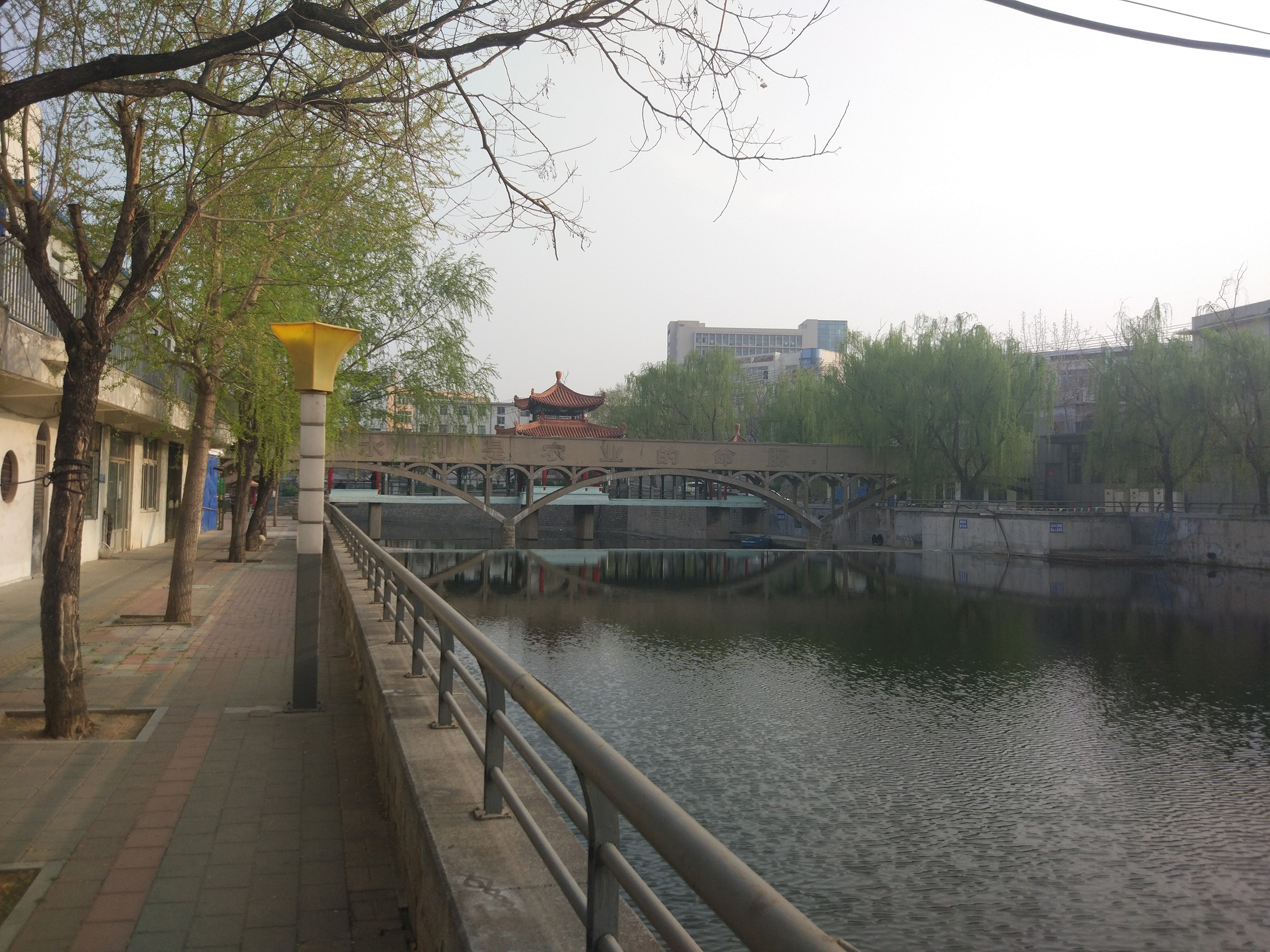
渿河上游一处水渠
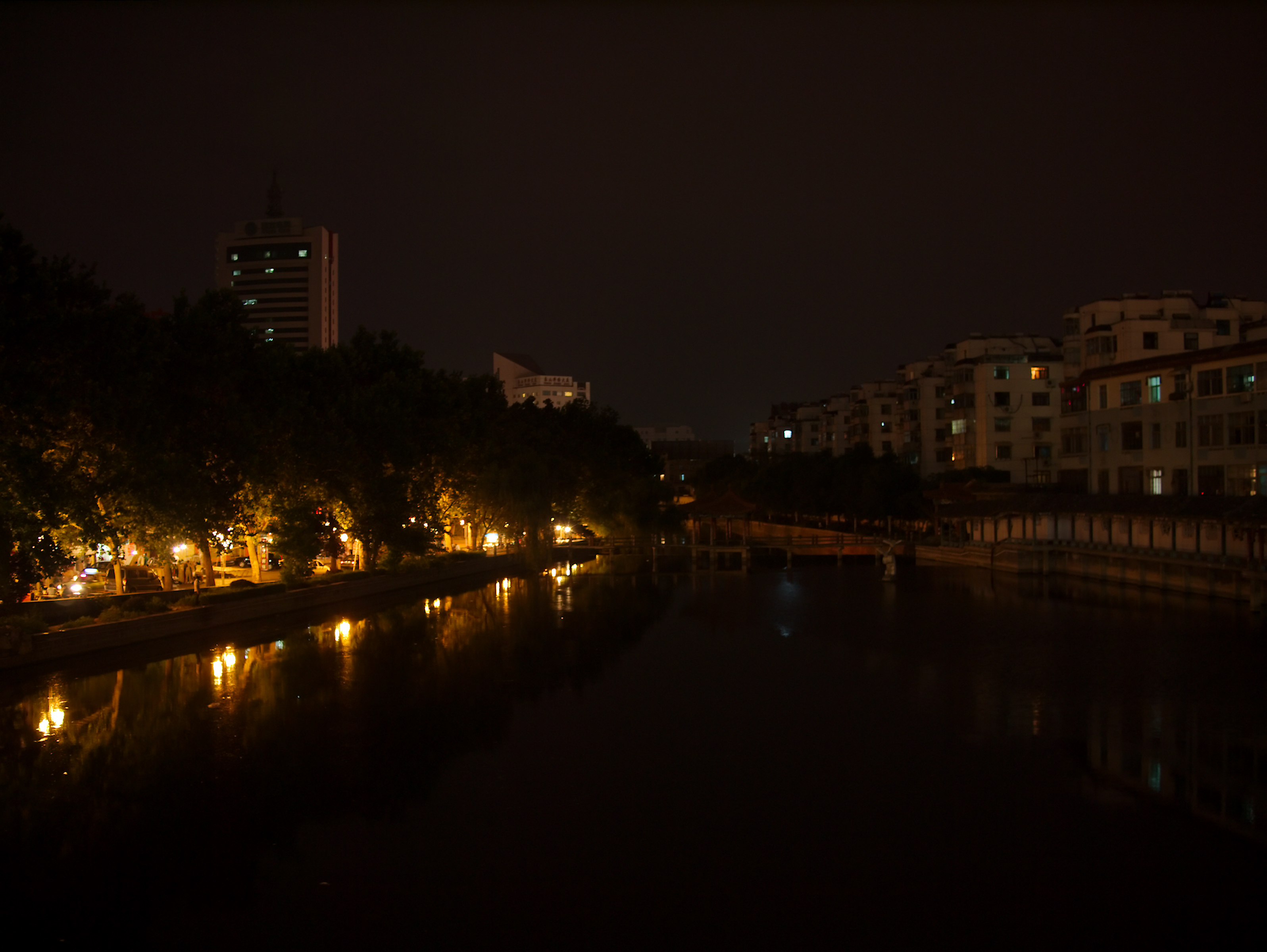
渿河与河东岸的夜市
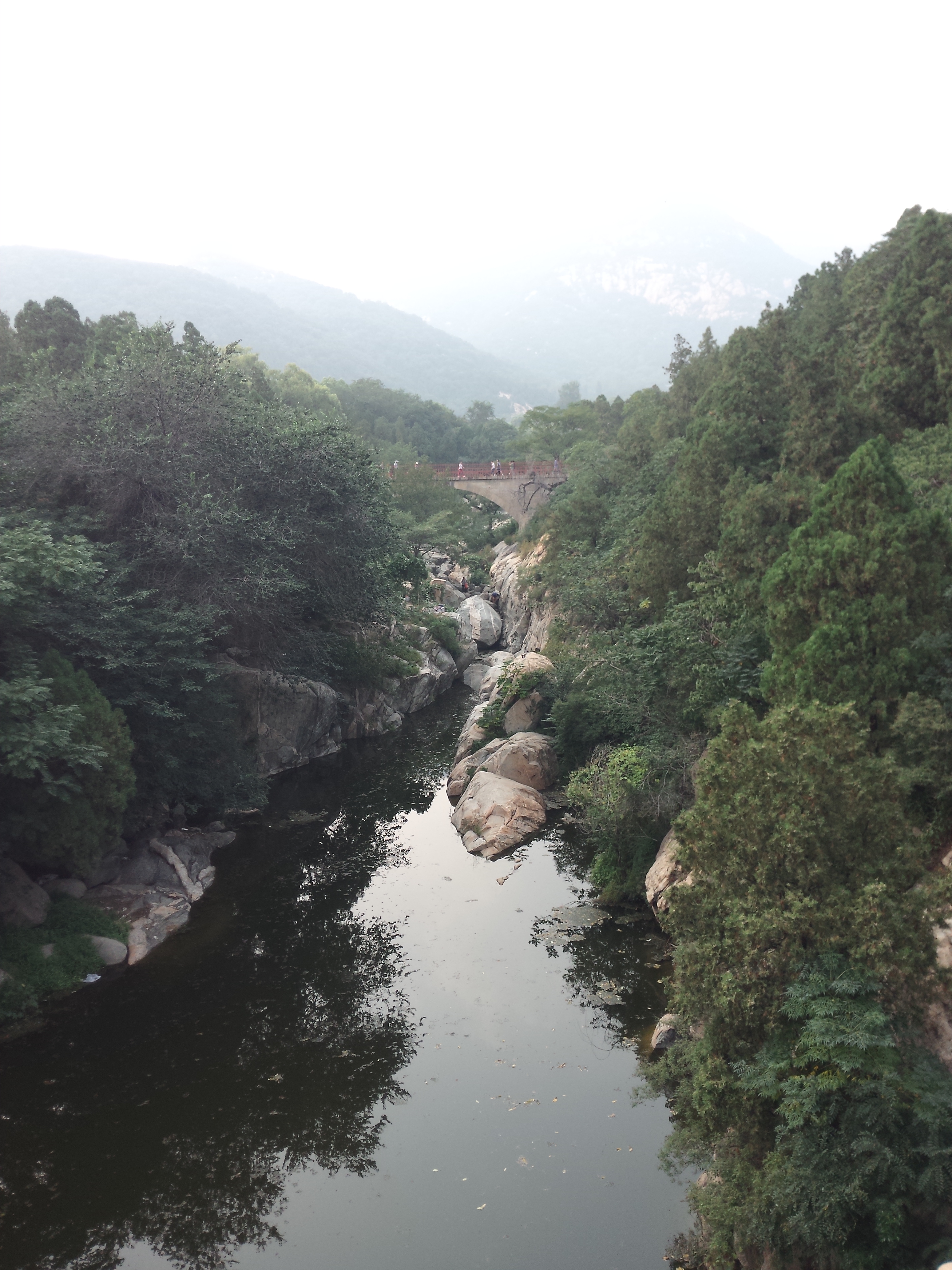
渿河（石峡公园段，天外村）
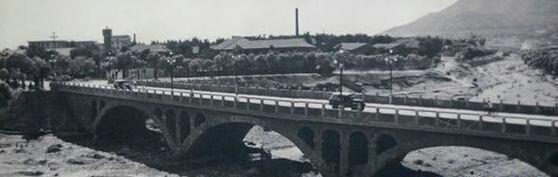
渿河上的泰山大桥，1964年